# Belosynapsis vivipara
Belosynapsis vivipara là một loài thực vật có hoa trong họ Commelinaceae. Loài này được (Dalzell) C.E.C.Fisch. mô tả khoa học đầu tiên năm 1928.